# المحيط العظيم

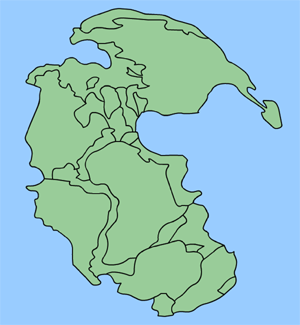
القارة العملاقة بانجيا محاطة بالمحيط العظيم بانثالاسا Panthalassa.

المحيط العظيم أو المحيط العملاق - (superocean) وهو المحيط الذي يحيط بالقارة العظمى. والتعريف غير الشائع انه كأي محيط أكبر من المحيط الهادئ الحالي. يطلق عليه الاسم المحيط العظيم العالمي شاملا المحيط الافتراضي ميروفا ( Mirovia ) ، الذي يحيط بالقارة العملاقة رودينيا ( Rodinia )، وبانثالاسا ( Panthalassa )، الذي يحيط بالقارة العملاقة بانجيا ( Pangaea ). يحيط المحيط العظيم أيضا القارتين بانوتيا ( Pannotia ) وكولومبيا (Columbia)، على طول اليابسة قبل كولومبيا (مثل أور Ur).
بما أن المياه السطحية تتحرك دون عائق من الشرق إلى الغرب في المحيط العظيم، فأنه يميل إلى الدافئ بسبب التعرض لأشعة الشمس بحيث تكون الحافة الغربية للمحيط أكثر دفئا من الشرقية. بالإضافة إلى ذلك، فإن التغيرات الموسمية في درجات الحرارة، تصبح المياه الداخلية أكثر سرعة بشكل ملحوظ، وربما بسبب الرياح الموسمية القوية. عموما، ومع ذلك، فإن مكيكانيكية المحيط العظيم لم تفهم جيدا.